# Кліфф Левінгстон
Кліфф Юджін Левінгстон (англ. Cliff Eugene Levingston, нар. 4 січня 1961, Сан-Дієго, Каліфорнія, США) — американський професіональний баскетболіст, що грав на позиції важкого форварда за низку команд НБА. Дворазовий чемпіон НБА.

## Ігрова кар'єра
На університетському рівні грав за команду Вічита Стейт (1979–1982). 
1982 року був обраний у першому раунді драфту НБА під загальним 9-м номером командою «Детройт Пістонс». Професійну кар'єру розпочав 1982 року виступами за тих же «Детройт Пістонс», захищав кольори команди з Детройта протягом наступних 2 сезонів.
З 1984 по 1990 рік грав у складі «Атланта Гокс». 1986 року в одному з матчів трапився неординарний епізод. Партнери Левінгстона Домінік Вілкінс та Антуан Карр отримали травми під час гри, а Кевін Вілліс, Скотт Гастінгс, Джон Кончак, Спад Вебб мали перебор фолів, через що закінчили матч достроково. З вилученням Дока Ріверса на майданчику залишилось лише четверо гравців «Атланти». Тому, як виняток, судді дозволили повернутись на майданчик Левінгстону як останньому гравцю, який закінчив матч через перебір фолів.
1990 року перейшов до «Чикаго Буллз», у складі якої провів наступні 2 сезони своєї кар'єри. Двічі вигравав титул чемпіона НБА.
Наступною командою в кар'єрі гравця була ПАОК з Греції, за яку він відіграв один сезон. Разом з командою доходив до Фіналу чотирьох Євроліги.
З 1993 по 1994 рік грав у складі італійської команди «Баклер» (Болонья).
Останньою ж командою в кар'єрі гравця стала «Денвер Наггетс», до складу якої він приєднався 1994 року і за яку відіграв один сезон.

## Особисте життя
Є двоюрідним братом баскетболіста Корі Карра.
З 2000 по 2012 рік працював асистентом головного тренера у низці команд з нищих ліг США.
2003 року був засуджений до чотирьох місяців позбавлення волі за несплату аліментів.